# 설초록
설초록(薛超綠, 1988년 2월 12일 ~ )은 대한민국의 아나운서였다. 종교는 기독교이며 2010년 제1회 미스에코코리아선발대회 출신인 그녀는 인하공업전문대학 비서학과를 나왔다.

## 출연작

### 드라마
- 2010년
- KBS월화드라마 국가가 부른다
- SBS일일드라마 세자매
- SBS월화드라마 오 마이 레이디

### 예능
- 2010년 《낭만탐험 시티투어》- MBC DMB
- 2010년 《러브 스위치》- tvN
- 2010년 유키스의 뱀파이어 MBC Every1
- 《롤러코스터》- tvN
- 여변호사가 말한다 ㅡ 채널a( 마지막 연예 활동 )

### 홍보대사
- 2010년 한국철도공사 글로리 코레일 홍보대사

### 기타
- 2011년 《생방송 브라보 나눔로또》 - SBS
- 리얼스토리 묘 tvN (시청 캣걸)

## 수상 경력
- 2010년 제1회 미스에코코리아선발대회 베스트탤런트상